# Waldberg (Haardt)
Der Waldberg, vor Ort mundartlich auch Wallberg genannt, ist ein 342,8 m hoher Berg in Rheinland-Pfalz. Er steht im Mittelgebirgszug der Haardt, die den Ostrand des Pfälzerwalds zur Rheinebene bildet.

## Geographie

### Lage
Der Waldberg liegt westlich der pfälzischen Landstadt Deidesheim auf deren Gemarkung; sein Gipfel ist ca. 1,3 km vom Siedlungsrand entfernt. Die benachbarten Erhebungen besitzen alle ähnliche Höhen: Der nördlich liegende Kirchberg ist 344 m hoch, das dreigipflige Massiv südlich besteht aus Rehberg (337 m), Hartenberg (333,6 m) und Sommerberg (351 m). Am Nordostfuß des Waldbergs liegt am Rand des Sensentals ein alter Loogfels, der Hinkelstein.

### Gewässer
Südlich säumt den Waldberg das Mühltal, in dem der 7,9 km lange Weinbach fließt, nördlich das Sensental mit dem Moosbach, der amtlich auch Bach aus dem Sensental und im Unterlauf Alter Weinbach genannt wird und nach etwa 8 km nördlich von Meckenheim – wie kurz zuvor der Weinbach selbst – von links in die Marlach mündet.

### Naturräumliche Zuordnung
Der Waldberg ist eine Randhöhe der Haardt, die zum Naturraum Pfälzerwald gehört. 
In der Hierarchie der Naturräume liegt der Berg in folgender Schachtelung:
- Großregion 1. Ordnung: Schichtstufenland beiderseits des Oberrheingrabens
- Großregion 2. Ordnung: Pfälzisch-Saarländisches Schichtstufenland
- Großregion 3. Ordnung: Pfälzerwald
- Region 4. Ordnung (Haupteinheit): Mittlerer Pfälzerwald
- Region 5. Ordnung: Haardt

## Wirtschaft und Verkehr

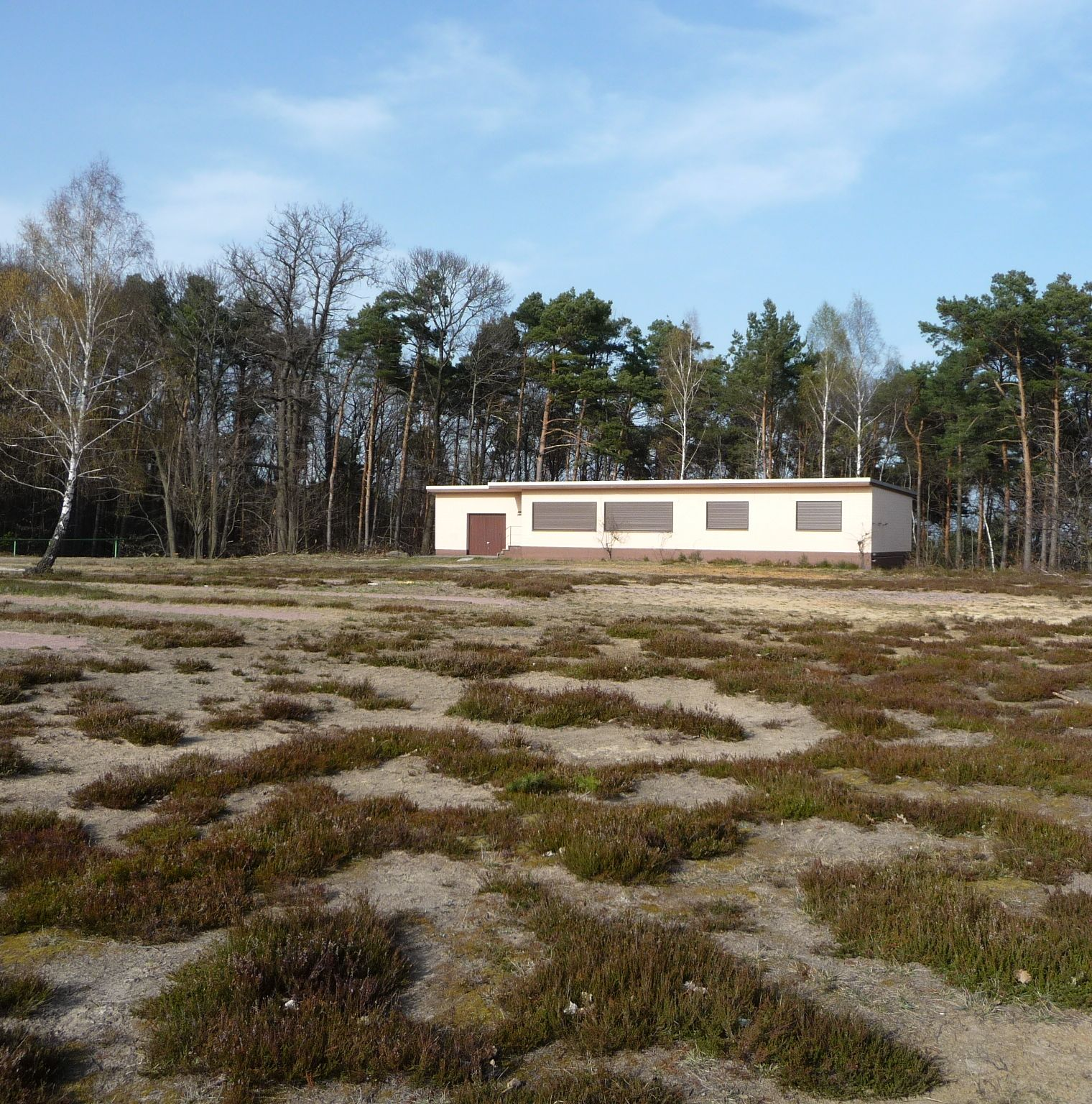
Sportplatz

Der Waldberg ist gänzlich mit Bäumen bestanden, unter denen auch Edelkastanien wachsen; diese wurden vor 2000 Jahren von den Römern in der Pfalz angesiedelt. Der Verkauf von gesammelten Esskastanien hat im Gegensatz zu früher heute keine wirtschaftliche Bedeutung mehr.
Am Ostfuß des Bergs erstreckt sich die mit Reben bestockte Gewanne „Waldberg“, die seit der Zusammenfassung der Weinlagen im Zuge des Weingesetzes von 1971 Teil der um 1955 erstmals erwähnten Weinlage Paradiesgarten ist.
Ein wenig unterhalb des Waldberggipfels steht am Südosthang ein Turnerehrenmal, außerdem sind hier die Gaststätte Wallberg-Hütte und ein Sportplatz, auf dem alljährlich an Christi Himmelfahrt ein Bergturnfest ausgetragen wird. Eine nicht asphaltierte Fahrstraße kommt über das Sensental von Deidesheim her, führt etwa 120 m am Gipfel vorbei und dann weiter zum Eckkopf (516 m) und zum Vorderen Langenberg (544,6 m).
Entlang des Waldberg-Osthangs verläuft ein Wanderweg, der mit einem roten Balken gekennzeichnet und von Siebeldingen bis nach Neuleiningen ausgeschildert ist.